# Grace Growden Galloway
Grace Growden Galloway (* 1727 in Pennsylvania; † 1782 ebenda) war die Frau des britischen Loyalisten Joseph Galloway. Nachdem der im Amerikanischen Unabhängigkeitskrieg auf britischer Seite gekämpft hatte, wurde er wegen Hochverrats angeklagt und sein amerikanischer Besitz eingezogen, ebenso wurde Grace Galloways ererbter Besitz aufgrund des Prinzips Feme Covert mitkonfisziert und ihre soziale Stellung ruiniert. Grace Galloway hinterließ vor allem ein detailliertes Tagebuch, in dem sie ihr tägliches Leben und ihren Kampf um die Wiedererlangung ihres Besitzes dokumentierte. Dieses Tagebuch ist für Historiker eine wichtige Quelle der Zeit während der Erlangung der amerikanischen Unabhängigkeit.

## Leben
1727 wurde Grace Growden in Pennsylvania geboren. Ihr Vater, Lawrence Growden, hatte durch seine Geschäfte großen Reichtum, Macht und Ansehen erworben. Er besaß zehntausend Hektar Land und Luxusgüter wie zum Beispiel eine vierrädrige Kutsche. Lawrence Growden war Eigentümer der Durham Iron Furnaces und hatte einen Sitz in der Pennsylvania Provincial Assembly. Galloway wuchs also mit einem immensen Maß an Privilegien auf, aber sie war nicht unbedingt glücklich. Trotz des Reichtums und der Macht ihres Vaters war Grace’ Kindheit einsam und von egoistischen Männern geprägt.
Im Jahr 1753 heiratete Growden Joseph Galloway. Der wurde als Anwalt schnell bekannt und wurde bald zu einem der einflussreichsten Politiker in Pennsylvania. Als Graces Vater starb, erbte aufgrund des Feme Covert Joseph Galloway den Anteil von Grace Growden am väterlichen Besitz: Trevose (Growden Mansion), Belmont, Richlieu, King's Place und Durham Lands. Joseph und Grace Galloway hatten vier Kinder, aber nur ihre Tochter Elizabeth (Betsy) überlebte bis zum Erwachsenenalter.
Vor der Amerikanischen Revolution war Grace Galloway eine der prominentesten Persönlichkeiten in der Gesellschaft von  auch weil Joseph Galloway, ein überzeugter Loyalist, von 1757 bis 1776 (mit Ausnahme von 1764) ununterbrochen einen Sitz in der Provincial Assembly innehatte und von 1766 bis 1775 als Sprecher des Hauses fungierte. Ihr gesellschaftliches Ansehen begann erst zu sinken, als klar wurde, dass die Briten den Krieg verlieren würden, aber die Galloways blieben ihren loyalistischen Verpflichtungen treu, selbst in einer Umgebung, die sehr revolutionär eingestellt war. Joseph Galloway wurde das Amt des Sprechers entzogen. Er und seine Tochter Elizabeth suchten Schutz bei den Briten und ließen Grace Growden Galloway zurück, um das Land der Familie zu verteidigen bzw. verlorenes zurückzuerlangen. Galloway sah ihren Mann und ihre Tochter nie wieder. Galloways fortgesetzte loyalistische Überzeugungen und die Tatsache, dass ihr als Verräter gebranntmarkter Mann sie im Stich gelassen hatte, machten sie zu einer gesellschaftlichen Außenseiterin. Galloway befürchtete, dass die Familiennamen Galloway und Growden ruiniert würden. Sie schrieb in ihrem Tagebuch: „Niemand will mich aufnehmen, und alle Männer halten sich von mir fern […] Man flieht vor mir wie vor der Pestilenz“. Dies war für Galloway ein kompletter Zusammenbruch ihrer seit der Geburt gewohnten sozialen Stellung.
Grace Growden Galloway begann am Tag nach Joseph Galloways Flucht  mit dem Führen eines Tagebuchs. Das Tagebuch diente ihr zunächst dazu, ihren Mann über ihre täglichen Aktivitäten auf dem Laufenden zu halten, aber nach drei Wochen wurde es zu einer Möglichkeit, ihre Gefühle, Gespräche und Aktivitäten festzuhalten. Sie nutzte das Tagebuch, um Dinge festzuhalten, die sie in der Öffentlichkeit nicht sagen konnte. Das Tagebuch wurde zu einer Autobiografie und einem Mittel, um zu dokumentieren, wie sie versuchte, das Erbe ihrer Tochter Betsy wiederzuerlangen. Das Tagebuch beginnt mit der Beschreibung ihrer Behandlung durch die Commissioners of Forfeited Estates (die „Loyalistenland“ beschlagnahmten). Der Oberste Richter hatte angeordnet, dass das Land, das die Galloways geerbt hatten, beschlagnahmt werden sollte. Grace nutzte das Tagebuch, um das Land als ihr eigenes zu beanspruchen – sie bezeichnete es nicht als das von Joseph Galloways oder den Commissioners, obwohl es technisch gesehen Joseph Galloway gehörte. Grace behauptete, das Land sei ihr vererbt worden, und obwohl sie als Einzelperson kein Land besitzen konnte, hatte sie Joseph Galloway gebeten, ihren Namen auf der Besitzurkunde zu belassen. Er war dieser Bitte jedoch nicht nachgekommen und hätte die Urkunde unterschrieben, aber Graces Namen weggelassen.
Galloway weigerte sich aus ihrem Haus Growden Mansion auszuziehen, worauf der Supreme Executive Council of the Commonwealth of Pennsylvania beschloss, einen neuen Mieter einzuziehen. Als sie sich immer noch weigerte, umzuziehen, tauschte man die Türschlösser aus. Sie wurde gewaltsam aus dem Haus entfernt. Zu diesem Zeitpunkt begann Grace Galloway, mit Nachdruck dafür einzutreten, dass das Galloway-Anwesen ihr gehörte und sie nicht für die Fehler ihres Mannes bestraft werden sollte. Die Historikerin Carol Berkin schreibt: „Grace Galloway versuchte, ihr Schicksal von dem ihres Mannes zu trennen und zu fordern, dass die Strafe, die ihm für seine Taten auferlegt wurde, nur ihn treffen sollte.“ Sie verlor diesen Kampf. Während die Ehe und das Prinzip des Feme Covert (nach dem die Rechte verheirateter Frauen von denen ihres Mannes absorbiert wurden) Galloway ohne eigene Rechte zurückließen, hatte die Politik auch ihre gesellschaftliche Stellung beseitigt. Nach der Revolution hatte Galloway das Gefühl, dass sie nicht nur ihres Besitzes, sondern auch ihres gesellschaftlichen Ansehens beraubt wurde. Sie schämte sich, um Transport oder Verpflegung bitten zu müssen – umso mehr, als ihre Bitten auch abgelehnt wurden. Das beschreibt sie auch in ihrem Tagebuch: „Mein Herz drohte zu zerspringen, als ich darum bettelte, in das Haus einer anderen Person gehen zu dürfen, und mir gesagt wurde, ich könne nicht ... Ich war so gekränkt und beunruhigt, dass ich die ganze Nacht nicht schlafen konnte.“
Schließlich wurde Galloway am 30. Januar 1779 aufgefordert, ihren eigenen Besitz zurückzukaufen, und es wurde ihr sogar erlaubt, ihn auf ihren Namen zu überschreiben. Das hätte allerdings ihre vorigen Ansprüche eliminiert, wäre ein Schuldanerkenntnis gewesen und sie hätte dann wie ihr Mann wegen Hochverrats angeklagt werden können. Grace Galloway erörterte die Problematik in ihrem Tagebuch: „Erstens, sollte ich Anspruch erheben und sie gewähren mir das Ganze, dann mache ich mich zum Untertan des Staates und unterwerfe mich, indem ich ihre Autorität anerkenne, allen Strafen ihrer Gesetze und verbanne mich dadurch von meinem Mann und meinem Kind oder mache mich einer Anklage schuldig“. Außerdem müsste Galloway Steuern zahlen müssen, was sie nicht wollte, da das Geld an das Militär der Rebellen gehen würde.  Galloway beschloss, weder Loyalistin noch Rebellin zu sein, um ihr Eigentum nicht auf die angebotene Weise zurücknehmen zu müssen. Als Galloway 1782 starb, vermachte sie ihr Vermögen ihrer Tochter Betsy. Rechtlich gesehen hatte sie dazu kein Recht, da es technisch gesehen dem Supreme Executive Council gehörte. Nach der Unterzeichnung des Pariser Vertrags im Jahr 1783 wurden Teile des Anwesens an Betsy zurückgegeben, und nach dem Tod von Joseph Galloway entschied der Oberste Gerichtshof von Pennsylvania, dass Galloway nicht für Joseph Galloways Vergehen hätte bestraft werden dürfen. Folglich wurde das gesamte Anwesen an Betsy und die Erben zurückgegeben.
Growden Mansion ist heute ein Museum, das von der Historischen Gesellschaft der Gemeinde Bensalem in Pennsylvania betrieben wird.